# Juninatt
Juninatt är en svensk film från 1965 i regi av Lars-Erik Liedholm. I rollerna ses bland andra Bibi Andersson, Bengt Virdestam och Kjell Lennartsson.
Filmens förlaga var novellen Kurragömma en juninatt av Bengt Söderbergh, som även stod för filmmanuset. Inspelningen ägde rum under juli 1964 i Filmstaden Råsunda, Skarpö, på Gröna Lund och Moderna museet i Stockholm. Fotograf var Gunnar Fischer och klippare Ulla Ryghe. Musiken komponerades av Maurice Karkoff och Erik Nordgren. Filmen hade premiär den 28 juni 1965 på biograferna Spegeln i Stockholm och Spegeln i Örebro. Den var 77 minuter lång och tillåten från 15 år.
Bibi Andersson fick 1966 motta Svenska Filmsamfundets diplom för sin rollprestation i filmen.

## Handling
Filmen handlar om Britt och Dan som har en delvis barnslig, delvis erotisk kurragömmalek med varandra en juninatt i Stockholm.

## Rollista
- Bibi Andersson – Britt
- Bengt Virdestam – Dan
- Kjell Lennartsson	– Lennart
- Barbro Oborg – Lena
- Lennart Svensson – Kurre
- Vera Graffman	– Karin
- Gunnar Strömberg – Gunnar
- Tina Hedström – Marianne
- Carl-Johan Seth – Jonas
- Anita Wall – Ingrid
- Kurt Ek – Erik
- Carlo Derkert – man på Moderna museet
- Harry Schein – man på Moderna museet
- Pontus Hultén – man på Moderna museet